# Тиран-крихітка чорноголовий
Тиран-крихітка чорноголовий (Phyllomyias nigrocapillus) — вид горобцеподібних птахів родини тиранових (Tyrannidae). Мешкає в Андах. Вперше описаний французьким натуралістом Фредеріком де Лафресне у 1845 році під науковою назвою Tyrannulus nigro-capillus; типове місцезнаходження: "Богота, Колумбія".

## Підвиди
Виділяють три підвиди:
- P. n. flavimentum (Chapman, 1912) — Сьєрра-Невада-де-Санта-Марта (північно-східна Колумбія);
- P. n. nigrocapillus (Lafresnaye, 1845) — Анди на крайньому заході Венесуели (південно-західна Тачира). в Колумбії, Еквадорі і Перу (Західний хребет на південь до Кахамарки, Східний хребет на південь до Куско);
- P. n. aureus (Zimmer, JT, 1941) — Кордильєра-де-Мерида (західна Венесуела).

## Поширення і екологія
Чорноголові тирани-крихітки мешкають в Колумбії, Венесуелі, Еквадорі і Перу. Вони живуть у вологих гірських тропічних лісах. Зустрічаються на висоті від 1500 до 3400 м над рівнем моря.